# Přebohaté hodinky vévody z Berry

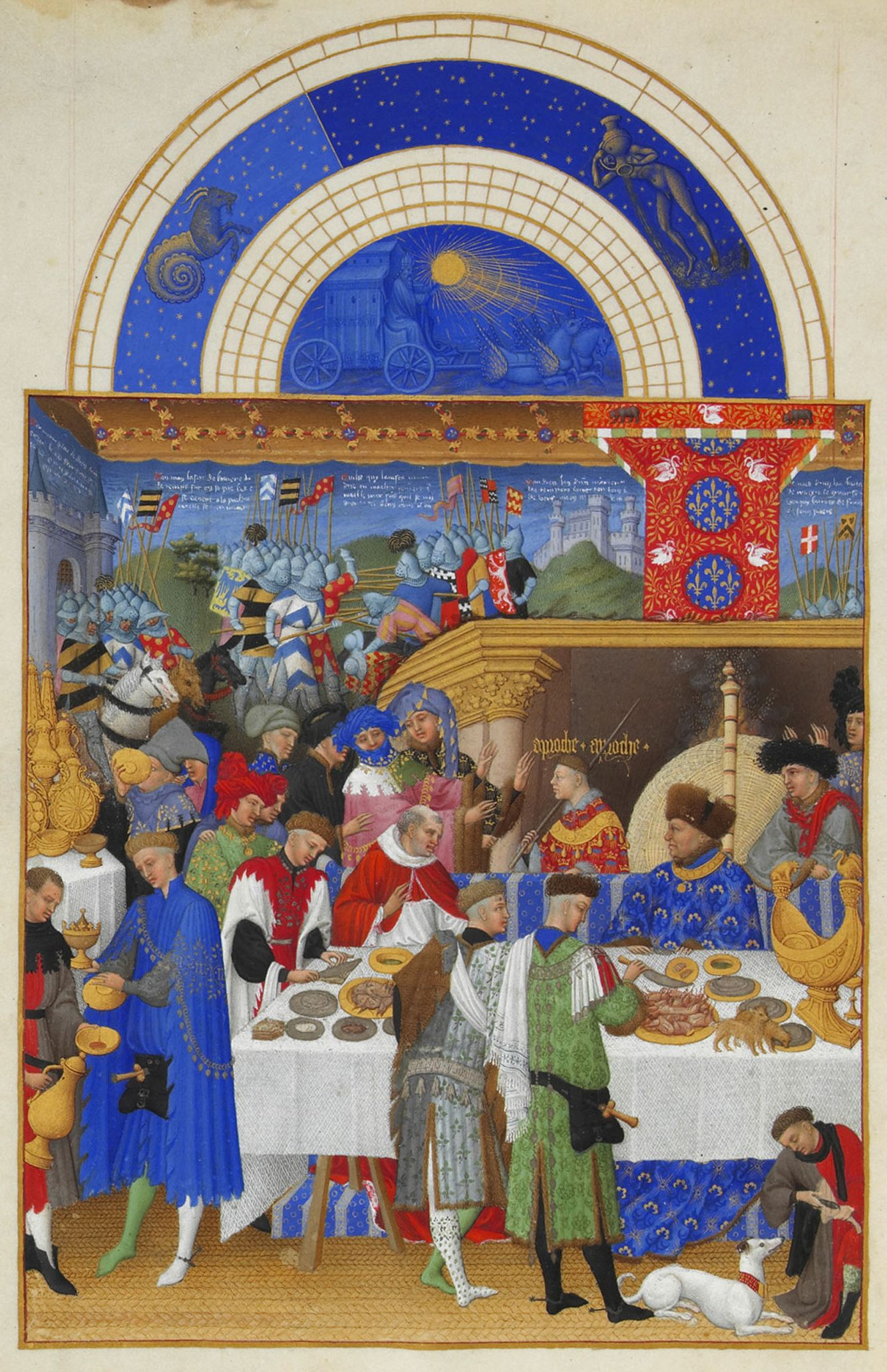
Ilustrace u měsíce ledna – předávání dárků. Vévoda z Berry vpředu vpravo v modrém obleku

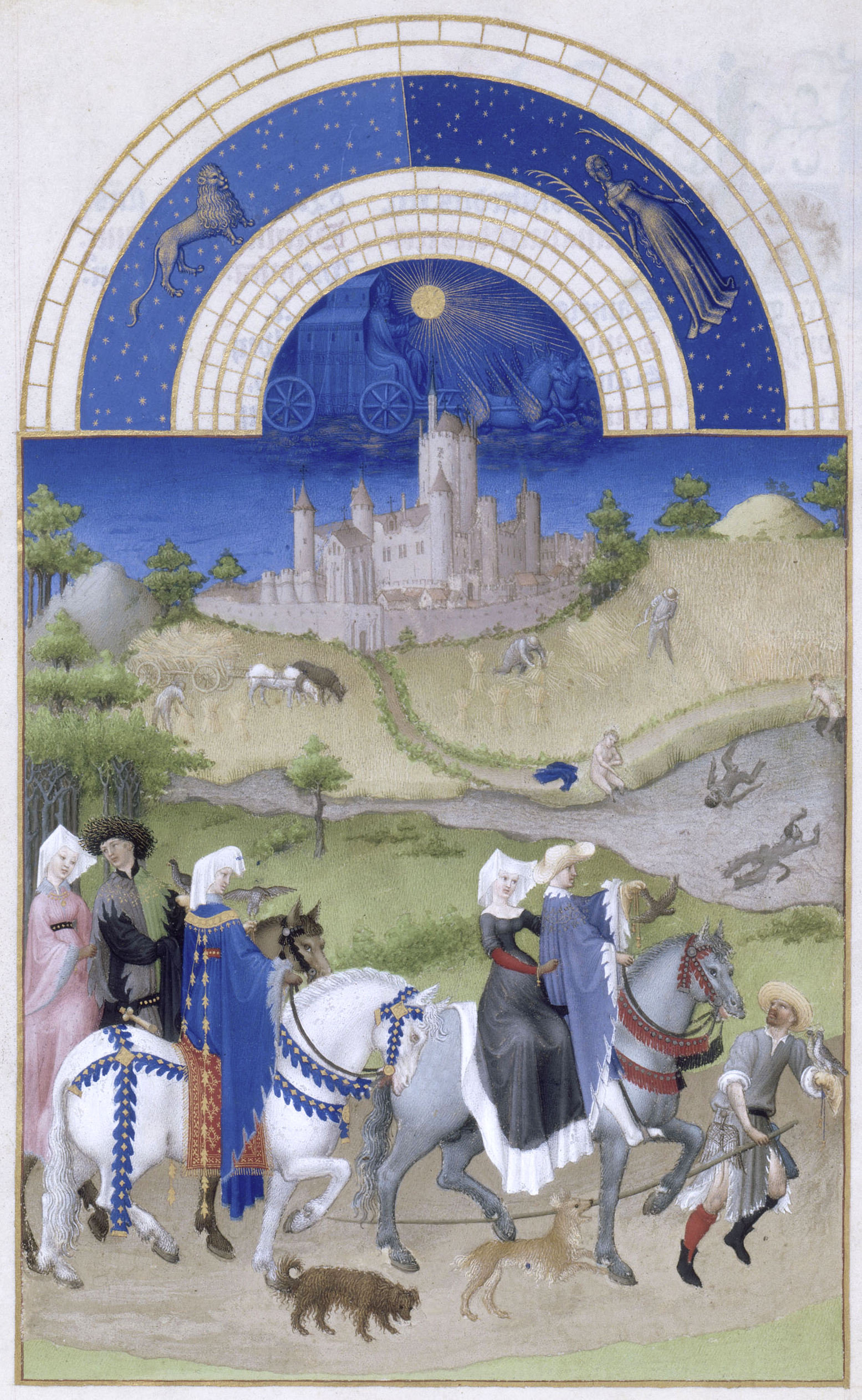
Ilustrace se skupinou poutníků u měsíce srpna

Přebohaté hodinky vévody z Berry (francouzsky Très Riches Heures du Duc de Berry) je zdobený rukopis hodinek neboli knihy obsahující modlitby pro každou liturgickou hodinu dne, kterou si objednal vévoda Jan z Berry kolem roku 1410. 

## Charakteristika
Kniha bývá nazývána králem iluminovaných rukopisů a je pravděpodobně nejdůležitějším iluminovaným rukopisem 15. století. Má 416 stran a zhruba polovina z nich obsahuje celostránkové ilustrace, jež navzdory své poměrně malé velikosti patří k vrcholům gotické knižní malby.

## Autoři
Autory tohoto rukopisu jsou Bratři z Limburka – malíři Herman, Jan a Paul. Miniatury bratří z Limburka představují nejvýznamnější malířské dílo západoevropského okruhu před vystoupením bratří van Eycků; velké miniatury měsíců, provedené ve světlých barevných tónech temperovou technikou, vyjadřují v štíhlých, protažených postavách s graciézními gesty, nádherných oděvech a v půvabných krajinných pozadích zjemnělou kulturu nejpřednějšího evropského dvora.
Přebohaté hodinky jsou v současnosti uloženy jako rukopis č. 65 v Musée Condé ve francouzském městě Chantilly.